# Un argentino en New York
Un argentino en New York è un film argentino del 1998 diretto da Juan José Jusid.

## Trama
Veronica è una giovane adolescente argentina che parte per New York e decide di rimanere e vivere lì per inseguire il suo sogno di diventare una musicista. Il padre però è molto preoccupato per il destino della figlia, e decide di seguirla negli Stati Uniti per convincerla a tornare in Argentina.